# Therese Strasser
Therese Strasser (* 20. Jahrhundert) ist eine deutsche Filmkomponistin und Musikproduzentin. 

## Leben
Therese Strasser studierte Musikwissenschaft und Philosophie an der Humboldt-Universität zu Berlin (Master of Arts 2011) und anschließend Filmmusik an der Filmuniversität Babelsberg Konrad Wolf bei Ulrich Reuter und Karim Sebastian Elias (Master of Music 2016). Sie lebt seither als freischaffende Komponistin für Film und Kunst-Installationen in Berlin und London. Zu ihren Arbeiten gehören Dokumentar- und Spielfilme für Kino und Fernsehen. 

## Filmografie (Auswahl)
- 2011: So weit und groß – Die Natur des Otto Modersohn (Dokumentarfilm)
- 2013: Einer zu Zweit (Kurzfilm)
- 2014: Nachtschattengewächse (Kurzfilm)
- 2014: Verräterkinder (Dokumentarfilm)
- 2015: Abdo (Dokumentarfilm)
- 2015: Desire Will Set You Free (Spielfilm)
- 2016: Hundertmal Frühling (Spielfilm)
- 2017: Zu früh geträumt (Spielfilm)
- 2018: Schneeweißchen und Rosenrot (Spielfilm)
- 2018: Der Froschkönig (Spielfilm)
- 2019: Frau Holles Garten (Spielfilm)
- 2019: Tarantino! The Musical? (Kurzfilm)
- 2020: Schneewittchen am See (Spielfilm)
- 2020: Gute Monster (Webserie, 5 Folgen)
- 2021: Die Sterntaler des Glücks (Spielfilm)
- 2022: Animals Army (Webserie, 4 Folgen)
- 2023: Friesland – Landfluchten
- 2024: Die Unsichtbaren (Dokumentarfilm)
- 2024: Aus dem Leben (Fernsehfilm)
- 2025: Alpentod – Ein Bergland-Krimi: Alte Wunden (Fernsehreihe)
- 2025: Alpentod – Ein Bergland-Krimi: Gemeinsame Ziele (Fernsehreihe)

## Auszeichnungen
- 2021: Best Soundtrack für Gute Monster bei den New York International Film Awards

- 2021: Best Original Score Music für Gute Monster auf dem Sicily Web Fest

- 2021: Best Music für Gute Monster auf dem Seoul Web Fest